# کوسه سرگاوی کاکل‌دار
کوسه سرگاوی کاکل‌دار (نام علمی: Heterodontus galeatus) نام یک گونه از سرده کوسه‌های شاخدار است.